# La messa dei villeggianti
La messa dei villeggianti è una raccolta di racconti di Mario Soldati, pubblicata nel 1959.

## Trama
Il libro consta di trenta racconti, tutti ambientati tra il lago d'Orta e il lago Maggiore. Essi narrano la vita semplice di chi abita in quelle province.
Il ventunesimo racconto è quello che dà il titolo alla raccolta.

## I racconti
1. Fuga nella mia città
2. Le campane di Zurigo
3. La donna del destino
4. Disco rosso
5. I figli a scuola
6. La tentazione
7. Visita a Paul Dotto
8. I gridi dei bambini
9. Iride
10. L'eremita moderno
11. I cugini francesi
12. La villa di Cannero
13. Nel nome di Haydn
14. Un sorso di Gattinara
15. Il torrente
16. Vecchia Europa
17. I vini di Carema
18. I colori di Bondéno
19. La carta del cielo
20. La sfida
21. La Messa dei villeggianti
22. Colazione a PortRoyal
23. Quattro soldi in tasca
24. Un caffè a Domodossola
25. Germaine
26. Il benefattore
27. L'oroscopo
28. La pagliata
29. Il pane di Castello di Annone
30. Il fermacarte

## Edizioni
- Mario Soldati, La messa dei villeggianti, Firenze, Giunti Editore, 2019, ISBN 9788858784099.